# Bannost-Villegagnon
Bannost-Villegagnon és un municipi francès, situat al departament del Sena i Marne i a la regió d'Illa de França. L'any 2007 tenia 595 habitants.
Forma part del cantó de Provins, del districte de Provins i de la Comunitat de comunes del Provinois.

## Demografia

### Població
El 2007 la població de fet de Bannost-Villegagnon era de 595 persones. Hi havia 205 famílies, de les quals 36 eren unipersonals (20 homes vivint sols i 16 dones vivint soles), 63 parelles sense fills, 98 parelles amb fills i 8 famílies monoparentals amb fills.
La població ha evolucionat segons el següent gràfic:
Habitants censats

### Habitatges
El 2007 hi havia 265 habitatges, 214 eren l'habitatge principal de la família, 28 eren segones residències i 23 estaven desocupats. 259 eren cases i 2 eren apartaments. Dels 214 habitatges principals, 190 estaven ocupats pels seus propietaris, 18 estaven llogats i ocupats pels llogaters i 7 estaven cedits a títol gratuït; 12 tenien dues cambres, 17 en tenien tres, 51 en tenien quatre i 135 en tenien cinc o més. 174 habitatges disposaven pel capbaix d'una plaça de pàrquing. A 78 habitatges hi havia un automòbil i a 122 n'hi havia dos o més.

### Piràmide de població
La piràmide de població per edats i sexe el 2009 era:
| Homes | Edats   | Dones |
| ----- | ------- | ----- |
| 0     | 95 o +  | 4     |
| 4     | 90 a 94 | 8     |
| 0     | 85 a 89 | 8     |
| 4     | 80 a 84 | 4     |
| 8     | 75 a 79 | 12    |
| 12    | 70 a 74 | 4     |
| 4     | 65 a 69 | 8     |
| 8     | 60 a 64 | 8     |
| 20    | 55 a 59 | 12    |
| 20    | 50 a 54 | 20    |
| 4     | 45 a 49 | 4     |
| 24    | 40 a 44 | 24    |
| 12    | 35 a 39 | 12    |
| 16    | 30 a 34 | 20    |
| 16    | 25 a 29 | 16    |
| 12    | 20 a 24 | 4     |
| 0     | 15 a 19 | 16    |
| 32    | 10 a 14 | 24    |
| 28    | 5 a 9   | 12    |
| 24    | 0 a 4   | 20    |

## Economia
El 2007 la població en edat de treballar era de 376 persones, 286 eren actives i 90 eren inactives. De les 286 persones actives 270 estaven ocupades (149 homes i 121 dones) i 16 estaven aturades (6 homes i 10 dones). De les 90 persones inactives 28 estaven jubilades, 39 estaven estudiant i 23 estaven classificades com a «altres inactius».

### Ingressos
El 2009 a Bannost-Villegagnon hi havia 227 unitats fiscals que integraven 636 persones, la mediana anual d'ingressos fiscals per persona era de 22.621 €.

### Activitats econòmiques
Dels 22 establiments que hi havia el 2007, 1 era d'una empresa extractiva, 2 d'empreses de fabricació d'altres productes industrials, 4 d'empreses de construcció, 6 d'empreses de comerç i reparació d'automòbils, 2 d'empreses d'hostatgeria i restauració, 2 d'empreses d'informació i comunicació i 5 d'empreses de serveis.
Dels 5 establiments de servei als particulars que hi havia el 2009, 1 era un paleta, 1 guixaire pintor, 1 lampisteria, 1 electricista i 1 restaurant.
L'únic establiment comercial que hi havia el 2009 era una llibreria.
L'any 2000 a Bannost-Villegagnon hi havia 13 explotacions agrícoles.

## Equipaments sanitaris i escolars
El 2009 hi havia una escola elemental.

## Poblacions més properes
El següent diagrama mostra les poblacions més properes.